# جورج بارنز (بازیکن فوتبال، زاده ۱۸۹۹)
جورج بارنز (انگلیسی: George Barnes؛ ۲۲ مه ۱۸۹۹ – ۱ ژوئن ۱۹۶۱) بازیکن فوتبال بود.
از باشگاه‌هایی که در آن بازی کرده‌است می‌توان به باشگاه فوتبال واتفورد اشاره کرد.